# Карлович, Анастасия Валерьевна
Анастасия Валерьевна Карлович (род. 29 мая 1982, Днепропетровск) — украинская шахматистка, гроссмейстер (2003) среди женщин, тренер и журналист. Пресс-офицер ФИДЕ, возглавляет пресс-центры турниров и работает фотографом на соревнованиях Международной шахматной федерации, в том числе самых важных: матчах за звание чемпиона мира и шахматных олимпиадах.

## Биография
Шахматами начала заниматься в 8 лет в кружке средней школы № 131 города Днепропетровска у В. Горелика, с 10 лет училась в ДЮСШ № 9, тренеры И. Черкасский, Г. Гутман, Е. Трипольский, А. Мороз. Выигрывала чемпионат области среди девушек и женщин, чемпионат Украины среди девушек, в составе сборной Украины — победительница командного молодёжного чемпионата Европы. Окончила Харьковскую юридическую академию имени Ярослава Мудрого по специальности юриспруденция, факультет прокуратуры. Также пять лет преподавала в академии конституционное право зарубежных стран, международное право и право Европейского Союза. Готовила к защите кандидатскую диссертацию на тему «Отношения между президентом и парламентом в смешанных республиках» (во Франции, Польше и Болгарии).
С 2006 года также является журналисткой, сотрудничая с изданиями и сайтами, посвящёнными шахматам, публикует фоторепортажи с шахматных турниров. Её профиль в сети «Твиттер» имеет 10,2 тыс. читателей.
| Графики недоступны из-за технических проблем. См. информацию на Фабрикаторе и на mediawiki.org. |